# Rocío Reza Gallegos
Rocío Esmeralda Reza Gallegos (Cuauhtémoc, Chihuahua; 19 de abril de 1968) es una política mexicana, miembro del Partido Acción Nacional (PAN) que en dos ocasiones fue diputada federal por la vía plurinominal.

## Biografía
Rocío nació en Chihuahua, Chihuahua, el 18 de abril de 1968 y estudió Ingeniería Civil la Universidad Autónoma de Chihuahua.

### Carrera política
En 1988 se afilió al Partido Acción Nacional en Cuauhtémoc, siendo postulada como candidata a regidora el año siguiente. De 1990 a 1992 se desempeñó como secretaria estatal de Acción Juvenil en Chihuahua.
De 1992 a 1998 pasó a ser Secretaria de Desarrollo Municipal durante las administraciones de César Chavira y Humberto Pérez Mendoza. En 1998 pasó a formar parte del Comité Directivo Municipal del PAN en Cuauhtémoc, hasta 2001.
En 2004 resultó elegida Diputada local al Congreso del Estado de Chihuahua para la LXI Legislatura por la vía plurinominal en el marco de las Elecciones estatales de Chihuahua de 2004. En 2005 fue consejera estatal del PAN, además en 2007 fue candidata del PAN a la alcaldía de Cuauhtémoc en las elecciones de ese año perdiendo ante Germán Hernández Arzaga candidato del PRI y en 2008 contendió por la presidencia estatal del PAN, perdiendo frente a Cruz Pérez Cuéllar.
En 2012 fue elegida diputada federal por la vía plurinominal para la LXII Legislatura, cargo que desempeñó del 1 de septiembre de 2012 al 31 de agosto de 2015.
A finales de 2015 anunció su intención de buscar la candidatura del PAN a la alcaldía de Chihuahua, finalmente, el 11 de enero de 2016, Rocío declinó en favor de su contrincante Maru Campos para que esta fuera candidata. Al tiempo se anunció que el PAN la postularía como candidata a diputada local por la vía plurinominal.
El 4 de octubre de 2016 asumió como titular de la Secretaría de Desarrollo Municipal del gobierno de Chihuahua por nombramiento del gobernador Javier Corral Jurado. El 9 de febrero de 2018 presentó su renuncia a la Secretaría de Desarrollo Municipal del gobierno de Chihuahua para inscribirse ese mismo día como precandidata a Senadora por Chihuahua por la coalición Por México al Frente en fórmula con Gustavo Madero Muñoz.
El 20 de febrero de 2018 fue designada candidata a Senadora por Chihuahua por la coalición Por México al Frente en fórmula con Gustavo Madero Muñoz resultando finalmente no electa luego de resultar perdedor ante la fórmula de la coalición Juntos Haremos Historia, conformada por los candidatos Bertha Caraveo Camarena y Cruz Pérez Cuéllar.
A finales de 2018 se registró como candidata a presidir el Comité Directivo Estatal de su partido en Chihuahua resultando finalmente electa tras vencer a su contrincante Jorge Puentes. Tomó protesta al cargo el 10 de diciembre de 2018.
En 2021 fue elegida diputada federal plurinominal a la LXV Legislatura para el periodo comprendido entre ese año y 2024. Para 2025, fue nombrada como coordinadora de Medio Ambiente y Protección Animal del Municipio de Chihuahua por designación del presidente municipal Marco Bonilla Mendoza.